# Hermann Usener
Karl Hermann Usener, född den 23 oktober 1834 i Weilburg, död den 21 oktober 1905 i Berlin, var en tysk klassisk filolog.
Usener blev 1858 lärare vid Joachimsthalgymnasiet i Berlin och 1861 extra ordinarie professor i Bern samt var ordinarie professor 1863–1866 i Greifswald och 1866–1892 i Bonn. Bland hans många om skarpsinne och ovanlig lärdom vittnande arbeten må nämnas Götternamen, Versuch einer Lehre von der religiösen Begriffsbildung (1895). Han har där liksom också i Religionsgeschichtliche Untersuchungen (3 band, 1889–1899) banat väg för en alldeles ny uppfattning av den antik mytologin och religionen. Han utgav dessutom upplagor och kommentarer av klassiska författare samt arbeten i helgonhistoria, där han påvisar många kristna legenders sammanhang med hedniska föreställningar.